# The Jewish Press
 (décembre 2023).
Si vous disposez d'ouvrages ou d'articles de référence ou si vous connaissez des sites web de qualité traitant du thème abordé ici, merci de compléter l'article en donnant les références utiles à sa vérifiabilité et en les liant à la section « Notes et références ».
The Jewish Press est un journal hebdomadaire américain, orienté vers la communauté Orthodoxe Juive. Ce journal se décrit lui-même comme « le plus important hebdomadaire indépendant juif ». Ce journal a un point de vue politique conservateur et une politique éditoriale.

## Histoire
Le journal fut fondé en tant qu'hebdomadaire national en Janvier 1960 par Rabbi Sholom Klass (1916-1980) et son beau-père, Raphael Schreiber (1885-1980). 
The Jewish Press fut fondé pour compenser le manque d'information juif dû au déclin des journaux à la fin des années 1950. Contacté par Rabbi Moshe Feinstein et Rabbi Simcha Elberg, Rabbi Klass décida de créer un journal en anglais que « tout le monde pourrait lire ». 
Le premier numéro parut le 29 janvier 1960. 
Jason Maoz est actuellement le rédacteur en chef. Parmi les anciens rédacteurs en chef, on trouve Meir Kahane, Arnold Fine et Steve Waltz.

## Contenue et politique éditorial
The Jewish Press couvre l'actualité juive à New York, aux États-Unis et en Israël. Ce journal a un point de vue politique conservateur et une politique éditorial.
Les principales sections du journal sont:
- Actualité: Cette section se focalise sur la situation au Moyen-Orient, des actualités récentes sur les préjugés anti-israélienne et l'actualité sur la Cacherout.
- Opinion: Cette section inclut des Éditoriaux, des analyses politiques concernant Israël et une sorte de courrier des lecteurs.
- Divers: Cette section inclut un guide de la Cacherout, des extraits de divers magazines juifs, des sections jeunesse.

Des hors-série mensuelle sont publiés avant chaque fête juive majeure.

## Contributeurs
Parmi les contributeurs du Jewish Press, on retrouve : 
- Le scénariste hollywoodien Robert Avrech
- Jerold Auerbach
- Dr Morris Mandel
- Dr. Louis Rene Beres
- Dr. Steven Plaut
- Dr. Marvin Schick
- Dr. Phyllis Chesler
- Dr. Paul Edelberg.
- Esther Jungreis

### Contributeurs religieux
Dans chaque numéro du Jewish Press, il y a des articles sur la Thora avec la Parasha de la semaine, les fêtes juives futures, les applications contemporaines de la loi juive, la philosophie et le Talmud. 
Les auteurs notables sont Rabbi Meir Kahane, Rebbetzin Esther Jungreis, Rabbi Dovid Goldwasser, Rabbi David Hollander, Rabbi Hanoch Teller, Rabbi Berel Wein et Rabbi Steven Pruzansky.

### Contributeurs politiques
Au milieu des années 1970, Ronald Reagan écrit un article dans chaque numéro. D'autres contributeurs reconnus sont Dov Hikind, Simcha Felder, l'ancien membre du Knesset Menachem Porush, l'ancien premier ministre israélien Menahem Begin et Moshe Feiglin.